# Butaldinni, Sindhnur
Butaldinni là một làng thuộc tehsil Sindhnur, huyện Raichur, bang Karnataka, Ấn Độ.